# Zaprionus badyi
Zaprionus badyi är en tvåvingeart som beskrevs av Burla 1954. Zaprionus badyi ingår i släktet Zaprionus och familjen daggflugor.
Artens utbredningsområde är Elfenbenskusten. Inga underarter finns listade i Catalogue of Life.